# تشوكات بالا
تشوكات بالا (بالفارسية: چوکات بالا) هي قرية تقع في منطقة بولان في إيران. يقدر عدد سكانها بـ 315 نسمة بحسب إحصاء 2016.